# Good News
Good News – drugi album Leny Meyer-Landrut, wydany 8 lutego 2011 roku.
Album uzyskał status złotej płyty w Niemczech, sprzedając się z ponad stutysięcznym nakładem. Pierwszym singlem drugiej płyty wokalistki został utwór „Taken by a Stranger”, z którym Lena wystąpi w finale Konkursu Piosenki Eurowizji 2011 w Düsseldorfie, 14 maja 2011 roku.
Na krążku znajduje się 12 piosenek. Autorami tekstów piosenek są znani wokaliści i producenci, m.in. Aloe Blacc, Johnny McDaid, czy też Stefan Raab.
W sklepach 16 września 2011 roku ukazała się reedycja albumu Leny – Good News: Platinum Edition – na której znajdują się dwie nowe piosenki „What A Man” i „Who’d Want To Find Love” oraz 5 piosenek nagranych podczas koncertu Leny.

## Lista utworów
| #   | Tytuł | Czas |
| --- | --- | ---- |
| 1.  | "Good News" Autor: Audra Mae, Ferras Alqaisi. Producent: Stefan Raab.                                               | 3:05 |
| 2.  | "What Happened to Me" Autor: Stefan Raab, Lena Meyer-Landrut. Producent: Reinhard Schaub, Stefan Raab.              | 3:37 |
| 3.  | "A Million and One" Autor: Erroll Rennalls, Stavros Ioannou. Producent: Reinhard Schaub, Stefan Raab.               | 3:11 |
| 4.  | "Maybe" Autor: Daniel Schaub, Pär Lammers. Producent: Reinhard Schaub, Stefan Raab.                                 | 3:06 |
| 5.  | "I Like You" Autor: Rosi Golan, Johnny McDaid. Producent: Stefan Raab.                                              | 2:51 |
| 6.  | "Mama Told Me" Autor: Stefan Raab, Lena Meyer-Landrut. Producent: Stefan Raab.                                      | 2:51 |
| 7.  | "Push Forward" Autor: Daniel Schaub, Pär Lammers. Producent: Reinhard Schaub, Stefan Raab.                          | 3:37 |
| 8.  | "A Good Day" Autor: Audra Mae, Todd Wright, Scott Simons. Producent: Reinhard Schaub, Stefan Raab.                  | 3:19 |
| 9.  | "Taken by a Stranger" Autor: Gus Seyffert, Nicole Morier, Monica Birkenes. Producent: Reinhard Schaub, Stefan Raab. | 3:24 |
| 10. | "Teenage Girls" Autor: Viktoria Hansen, Lili Tarkow-Reinisch, Yacine Azeggagh. Producent: Stefan Raab.              | 3:13 |
| 11. | "That Again" Autor: Stefan Raab. Producent: Stefan Raab.                                                            | 3:03 |
| 12. | "At All" Autor: Aloe Blacc. Producent: Stefan Raab.                                                                 | 3:21 |

## Good News: Platinum Edition
| #   | Tytuł                           | Czas |
| --- | ------------------------------- | ---- |
| 13. | "What A Man"                    | 2:54 |
| 14. | "Who’d Want To Find Love"       | 2:57 |
| 15. | "I Like To Bang My Head (Live)" | 4:29 |
| 16. | "Good News (Live)"              | 3:24 |
| 17. | "Taken By A Stranger (Live)"    | 3:37 |
| 18. | "Satellite (Live)"              | 4:08 |
| 19. | "New Shoes (Live)"              | 6:08 |